# Primary Copy
Primary Copy (englisch für Primärkopie) ist ein Verfahren zur Synchronisation replizierter Daten. Bei diesem Verfahren wird die Änderung nur auf der Primärkopie durchgeführt und erst dann mit den Replikaten synchronisiert, wobei die Primärkopie Vorrang hat.
Der Vorteil bei diesem Verfahren ist, dass bei mehreren Änderungen diese gebündelt mit den anderen Kopien synchronisiert werden können. Der Nachteil ist, dass dieses Verfahren keine stabile Konsistenz der verteilten Kopien sicherstellt.